# Dedoplistskaro (municipalité)
La municipalité de Dedoplistskaro (en géorgien : დედოფლისწყაროს მუნიციპალიტეტი) est un district de la région de Kakhétie en Géorgie. Au recensement de 2014, il comptait 21 221 habitants.